# Roger Ducret
Roger François Ducret (ur. 2 kwietnia 1888 w Paryżu, zm. 8 stycznia 1962 tamże) – francuski szermierz, multimedalista igrzysk olimpijskich i brązowy medalista mistrzostw świata.
Na igrzyskach olimpijskich w Antwerpii w 1920 roku zdobył dwa medale. Najpierw wspólnie z Lionelem Bony de Castellane, Gastonem Amsonem, Philippe'em Cattiau, André Labatutem, Georges’em Trombertem, Lucienem Gaudinem i Marcelem Perrotem zdobył srebro we florecie drużynowym. Następnie był trzeci w turnieju indywidualnym, wygrywając dziewięć z jedenastu pojedynków i plasując się za Włochem Nedo Nadim i Philippe'em Cattiau. Startował tam również w szpadzie indywidualnej, w której odpadł w ćwierćfinałach. Na rozgrywanych cztery lata później igrzyskach olimpijskich w Paryżu pięciokrotnie stawał na podium. Najpierw Lucien Gaudin, Philippe Cattiau, André Labatut, Roger Ducret, Henri Jobier, Jacques Coutrot, Guy de Luget i Joseph Perotaux zwyciężyli we florecie drużynowym. W rundzie finałowej, w pierwszym pojedynku Francuzi spotkali się z Włochami. W walce Gaudina z Aldo Bonim, przy wyniku 4:4 sędzia przyznał zwycięski punkt Francuzowi co rozwścieczyło Boniego, który obraził sędziego. Sędzia zażądał przeprosin, Boni odmówił, a włoska reprezentacja odśpiewała hymn Włoch i wycofała się z walki na znak protestu. W turnieju indywidualnym Ducret był najlepszy, wygrywając wszystkie sześć pojedynków rundy finałowej. Na podium wyprzedził Cattiau i Belga Maurice'a Van Damme'a. Następnie razem z Georges’em Buchardem, Lucienem Gaudinem, Georges’em Tainturierem, André Labatutem, Alexandre'em Lippmannem i Robertem Liottelem zdobył złoto w szpadzie drużynowej. W szpadzie indywidualnej zajął drugie miejsce, w rundzie finałowej uzyskując tyle samo punktów co Szwed Nils Hellsten. W barażu o srebrny medal Ducret pokonał Hellstena 1:0. Ponadto zdobył również srebrny medal w szabli indywidualnej, w rundzie finałowej uzyskując taki sam wynik jak Węgrzy: Sándor Pósta i János Garay. W barażach o medale Ducret przegrał z Póstą i wygrał z Garayem, zajmując ostatecznie drugie miejsce. Brał też udział w igrzyskach olimpijskich w Amsterdamie w 1928 roku, gdzie wspólnie z Cattiau, Gaudinem, Labatutem, Raymondem Flacherem i André Gaboriaudem był drugi we florecie drużynowym. We florecie indywidualnym był dziewiąty, w rundzie finałowej wygrywając trzy z jedenastu pojedynków. Startował tam również w szabli, zajmując piąte miejsce drużynowo i ósme indywidualnie.
Podczas mistrzostw świata w Hadze w 1923 roku (oficjalnie zawody tego cyklu rozgrywane są pod tą nazwą dopiero od 1937) wywalczył brązowy medal w szpadzie indywidualnej, plasując się za dwoma Holendrami: Wouterem Brouwerem i Henrim Wijnoldy-Daniëlsem. Był to jego jedyny medal wywalczony w zawodach tego cyklu.
Podczas I wojny światowej był jeńcem wojennym. Po zakończeniu kariery sportowej pracował jako dziennikarz dla Le Figaro, L'Echo des Sports i innych gazet.